# Dexter Morgan
Dexter Morgan é um personagem de ficção e o anti-herói da série de livros de ficção de Jeff Lindsay, incluindo Darkly Dreaming Dexter (2004), Dearly Devoted Dexter (2005), Dexter in the Dark (2007), Dexter by Design (2009), Dexter Is Delicious (2010), Double Dexter (2011) e Dexter's Final Cut (2013). Em 2006, o primeiro livro foi adaptado na série televisiva da Showtime Dexter e da sua companheira série de internet Dexter: Early Cuts. Um 8º livro escrito por Jeff Lindsay chamado Dexter is Dead foi lançado em Julho de 2015.
Na série de TV, Dexter é um analista forense de padrões de sangue que trabalha para o ficcional Departamento da Polícia Metropolitana de Miami. No seu tempo livre, ele é um assassino em série vigilante que tem por alvo outros assassinos que fugiram ao sistema judiciário. Ele segue um código de ética que lhe foi ensinado na sua infância pelo seu pai adoptivo, Harry (referindo-se a ele como "O Código" ou "O Código de Harry"), que se baseia em dois princípios: Dexter apenas pode matar pessoas depois de encontrar provas conclusivas da sua culpa em crimes, e que tem de se libertar de todas as provas para que não seja apanhado.
A primeira temporada do programa foi bastante baseada no primeiro livro, Darkly Dreaming Dexter, mas as temporadas seguintes afastaram-se dos outros livros. No programa de televisão, Dexter é protagonizado por Michael C. Hall, pelo qual ganhou um Globo de Ouro por Melhor Actor numa série televisiva ou drama em 2009. Também é protagonizado, enquanto jovem, por Devon Graye, Dominic Janes e Maxwell Huckabee.

## Caracterização

### Perfil psicológico
Desde a infância, que Dexter tinha tendências homicidas lideradas por uma voz interior que ele chamada de "O Passageiro Obscuro" (Dark Passenger); quando essa voz não pode ser ignorada, ele deixa que "o Passageiro Obscuro o conduza". Ele obedece a um código moral ensinado pelo seu pai adoptivo, Harry Morgan, no qual lhe permite apenas matar pessoas que são, elas próprias, assassinas.
Dexter considera-se emocionalmente afastado do resto da humanidade; na sua narração, eles refere-se aos "humanos" como não fazendo parte deles. Ele faz, frequentemente, referência a um sentimento interior de vazio e diz que mata para se sentir vivo. Ele diz que não tem sentimentos ou consciência, e que todas as suas respostas emocionais são parte de um acto muito bem ensaiado para esconder toda a sua real natureza. Não tem interesse em romance nem sexo; ele considera a sua relação com a sua namorada (e eventualmente esposa) Rita Bennett como sendo parte do seu "disfarce".
Dexter gosta de crianças, achando-as muito mais interessantes do que os seus pais; segundo isso, ele trata as suas vítimas que tiveram questões com crianças, com muito mais prazer. A sua ligação com os filhos de Rita, Astor e Cody, por vezes sobrepõe-se à relação que tem com Rita. Por exemplo, nos livros, Dexter continua a sua relação com Rita porque percebe que os filhos de Rita exibem as mesmas tendências sociopatas que ele tinha na idade deles, e tenta controlar as suas vontades violentas providenciando-lhes um "guia" semelhante ao que o Harry lhe deu. No programa, Dexter desvia-se do seu código de apenas matar assassinos para se livrar do pedófilo que persegue Astor.
Os animais não gostam de Dexter, o que causa vários problemas quando ele persegue uma vítima que tem animais. Os livros revelam que uma vez teve um cão que lhe ladrava e rosnava até que se viu forçado a livrar-se dele e uma tartaruga que se escondia dele na carapaça até que morreu de fome.
Dexter, ocasionalmente, comporta-se de uma forma que sugere que ele sente uma conexão humana rudimentar. Ele permanece leal à família, particularmente ao seu pai adoptivo, dizendo, "Se eu tivesse capacidade de amar, teria amado Harry". Desde que Harry morreu, a única família de Dexter é a sua irmã Debra, filha biológica de Harry e Doris. Dexter admite que não consegue magoar Debra ou permitir que alguém a magoe porque ela é "carinhosa para ele ". No primeiro episódio da primeira temporada, ele diz que "Eu não tenho sentimentos por nada, mas se tivesse, tê-los-ia por Deb". Na primeira temporada, a sua relação com Rita é lenta mas introduz os sentimentos humanos, progredindo a cada temporada. Durante um episódio, quando o seu alvo é uma psicóloga, Dexter infiltra-se no seu escritório fazendo-se de paciente, onde a médica especula que parte do problema de Dexter em admitir os seus sentimentos é a sua necessidade de controle. No último episódio da segunda temporada da série de TV, ele finalmente admite que precisa de pessoas na sua vida. Na terceira temporada, quando é ameaçado por um alvo, ele luta por viver porque quer ver o seu filho por nascer. Na quarta temporada, antes de matar o oficial da polícia que matou a sua própria mulher e filho, Dexter fica impressionado com a realização que não quer perder a sua família. Também está horrorizado quando percebe que uma das suas potenciais vítimas é um marido e pai abusivo; Dexter veementemente insiste que não é nada como ele e que nunca iria magoar a sua família. Na quinta temporada, depois de Rita ser assassinada, Dexter percebe que a amava genuinamente, e que fica devastado por a perder.

### Modus operandi
Em ambos os livros e no programa, Dexter selecciona as suas vítimas conforme o código do seu pai adoptivo, e mata-as depois de descobrir provas suficientes que provem a sua culpa. Para cada vítima ele, ritualmente, prepara um local para a matança que tem algum tipo de importância simbólica para o assassino (por exemplo, matar um lutador de boxe num ringue de boxe, ou um jogador compulsivo na dispensa de um casino). Ele cobre todo o local com uma lona de plástico para apanhar todo o sangue salpicado, normalmente adornando-o com fotos das vítimas dos crimes.
A captura das suas vítimas difere entre os livros e a série de TV. No programa, normalmente consiste em aproximar-se das vítimas por trás e injectar-lhes um anestésico (especificamente sendo um tranquilizador animal chamado Cloridrato de Etorfina ou M99), que coloca as vítimas temporariamente inconscientes. A injecção é uma tradição imposta com a sua primeira vítima, a enfermeira de hospital. Ele usa o nome de Patrick Bateman (o assassino em série protagonista do American Psycho, de Bret Easton Ellis) para procurar estes tranquilizantes. Noutras alturas, Dexter incapacita as suas vítimas usando as suas mãos ou um garrote para cortar o sangue ao cérebro. Nos livros (e duas vezes no programa de TV), ele esconde-se no banco de trás do veículo da vítima, depois envolve uma linha de pesca em volta do pescoço da vítima quando esta se senta. Depois usa a ameaça de asfixiar para forçar a vítima a conduzi-los ao seu local de morte.
Quando chegam, ele estrangula-as até à inconsciência ou usa o fio para as arrastar para o local. Nesses casos, ele anestesia-as depois de lhes dizer o seu julgamento. Quando as vítimas acordam, estão nuas e presas a uma mesa com película de plástico e, para vítimas mais fortes, fita cola. Antes de começar, ele confronta-as com a narrativa dos seus crimes. Nos livros, o método normalmente envolve uma "exploração" extensa com várias facas afiadas; no programa, o método favorito de Dexter envolve uma imediatamente fatal ferida no peito, pescoço ou barriga com uma variedade de armas. Ele ocasionalmente, varia os seus métodos para se adaptar a determinadas vítimas; ele mata o seu irmão (e colega assassino em série) Brian portanto a sua garganta com uma faca de mesa; ele esfaqueia o gangster Little Chino no peito com uma machete. Mata Santos Jimenez - o homem que matou a sua mãe - da mesma forma que a sua mãe foi morta: desmembrando-o com uma serra eléctrica. Noutras ocasiões ele usa martelos, brocas e outras ferramentas.
Mesmo antes do assassinato, Dexter colecciona troféus das suas vítimas para que possa reviver a experiência. A assinatura de Dexter para troféu é cortar a bochecha direita da vítima com um bisturi para recolher uma pequena amostra de sangue, que guarda numa lamela. No programa, Dexter guarda todas as lamelas com sangue organizadas numa caixa, que guarda dentro do ar condicionado. Nos livros, guarda-as numa caixa de madeira na sua estante de livros.
Ultimamente, ele desmembrava os corpos das suas vítimas em várias partes, embrulha-os e à lona de plástico em sacos do lixo biodegradáveis, junta pedras da doca onde coloca o seu barco ancorado e fecha-os com fita cola. Depois leva os sacos no seu barco e livra-se deles deitando-os borda fora no oceano numa localização definida; na série de TV são deixados numa pequena fossa oceânica junto à costa. Num episódio, ele é descoberto por mergulhadores, portanto muda de táctica, cortando os corpos em pequenos pedaços e livrando-se deles mais longe da costa, onde serão dispersos pela Corrente do Golfo. O livro dá menos detalhes sobre a libertação dos corpos, com Dexter improvisando consoante a vítima. Ele largou algumas vítimas no oceano devido à vítima ter um barco e fazer o mesmo com as suas vítimas, mas usa âncoras para dar peso aos sacos. Ele larga outro corpo num barril de ácido clorídrico.

### Biografia geral
Dexter nasceu em 1 de fevereiro de 1971. Na história à parte, Dexter sabe pouco sobre a sua vida anterior a ser adoptado por Harry Morgan (um detective de Miami), e a sua mulher Doris. Harry apenas diz a Dexter que os seus pais morreram num acidente de carro. Quando Dexter tem 7 anos, Harry descobre que o rapaz matou um dos animais dos vizinhos. Harry percebe que Dexter é um sociopata com uma grande necessidade de matar, e decide levar as vontades assassinas de Dexter para uma direcção "positiva" ensinando-o a ser cuidadoso, meticuloso e matar apenas pessoas que "merecem" - matar quem escapou à justiça. Doris morre quando Dexter tem 16 anos, e Harry morre quando Dexter tem 20. Na segunda temporada, o inimigo de Dexter, Sargento James Doakes, descobre que Dexter abandonou uma carreira de medicina para perseguir a carreira de analista de padrões de sangue, apesar de ser o melhor da sua turma na escola de medicina. Também percebe que Dexter estudou Karatê avançado na escola.
Tanto o programa como o primeiro livro revelam gradualmente toda a história de Dexter. Dexter nasceu do casamento, em 1971, de uma jovem mulher chamada Laura (Laura Moser no programa), apesar de um episódio mais tardio dizer que ele se graduou na escola em 1991. Nos livros, Laura estava envolvida numa troca de droga. No programa, Laura era uma informadora da polícia para Harry Morgan e a sua amante secreta. O pai de Dexter (chamado Joseph Driscoll no programa) esteve no exército americano e serviu na guerra do Vietname, mas mais tarde tornou-se um criminoso viciado em drogas. Dexter também tinha um irmão mais velho chamado Brian. A 1 de Outubro de 1973, Dexter e o seu irmão testemunharam o assassinato brutal da mãe às mãos de três traficantes de drogas. Durante dois dias, os irmãos foram deixados mal tratados e sentados numa poça de sangue. Harry adoptou o Dexter de 3 anos, enquanto que Brian foi deixado à Segurança Social.
Dexter apenas se lembra da morte da sua mãe mais tarde na sua vida, quando é chamado a um local do crime extremamente sangrento, deixado pelo seu irmão - que também cresceu para ser um assassino em série. No livro, Brian foge de Miami, mas volta em Dexter is Delicious. No programa, contudo, Dexter apanha-o e (relutantemente) mata Brian, sabendo que ele nunca pararia de matar Debra e outras pessoas inocentes.

## Desenvolvimento da personagem dos livros

### Darkly Dreaming Dexter
Doris Morgan, a mãe adoptiva de Dexter, morre de cancro quando ele tem 16 anos. Quando Dexter chega à puberdade, percebe que não tem interesse em sexo e precisa de ajuda do seu pai para se comportar perante as mulheres. Por volta desta altura, Harry descobre que Dexter tem vindo a matar os animais dos vizinhos, e percebe que o rapaz tem um vontade de matar. Harry decide canalizar a vontade de Dexter numa direcção "positiva" ensinando-o a matar pessoas que "merecem", e livrar-se das provas para não ser apanhado.
Quando Dexter tem 18 anos, é diagnosticado a Harry cancro e é colocado num hospital. Lá, Harry dá a Dexter a sua "permissão" para matar a sua primeira vítima humana, uma enfermeira que estava a matar pacientes com sobre doses de morfina.
Durante os livros, Dexter envolve-se numa investigação do "Ice truck killer", um assassino em série que desmembra as suas vítimas e as coloca em carrinhas de refrigeração. O assassino começa por deixar pistas para Dexter para o atrair pessoalmente. O assassino rapta Deborah e encontra-se com Dexter num armazém, e revela a sua verdadeira ligação: ele é Brian, o irmão biológico de Dexter. Brian diz-lhe que, enquanto crianças, testemunharam o assassinato brutal da mãe às mãos de traficantes de droga, e ficaram fechados num contentor durante dois dias, rodeados de cadáveres. Dexter persuade Brian a poupar Deborah, e os dois matam a Tenente Migdia LaGuerta juntos (isto não ocorre na série de TV, no qual LaGuerta - cujo primeiro nome é mudado para Maria - é uma personagem recorrente até à sua morte no fim da sétima temporada). 
No fim do livro, Deborah descobre a vida secreta de Dexter depois de ele a salvar de Brian. Ela parece aceitar, mas nos livros seguintes sente-se dividida entre os seus deveres como polícia e a sua lealdade para com Dexter, que ama como um irmão.

### Dearly Devoted Dexter
O inimigo de Dexter, Sargento Doakes, suspeita de Dexter estar envolvido na morte de LaGuerta, e começa a segui-lo. Doakes e Dexter são forçados a trabalhar juntos para parar "Dr. Danco", um cirurgião psicopata que remove membros das vítimas e órgãos sensoriais, deixando-as num estado de mortos-vivos.
A perseguição de Doakes força Dexter a passar mais tempo com Rita e as suas crianças. Enquanto tenta criar ligações com Astor e Cody, percebe que ambos têm "Passageiros Obscuros", e tenta dar-lhes o mesmo "guia" que Harry lhe deu a ele. Depois de descobrir o anel da agente do FBI Kyle Chutsky no bolso de Dexter, Rita acredita que Dexter vai pedi-la em casamento, e aceita feliz antes que Dexter se possa explicar.
No clímax do livro, Danco rapta Dexter e Doakes, mutilando o segundo removendo-lhe as mãos, pés e língua. Quando Danco está para virar as suas atenções para Dexter, Deborah entra e mata-o, salvando a vida de Dexter.

### Dexter in the Dark
Em Dexter in the Dark, o terceiro livro da série, é revelado por uma narrativa na terceira pessoa uma entidade referida como "IT" que o Passageiro Obscuro é um agente independente habitando em Dexter, em vez de ser uma construção psicológica desviante. Mais tarde, Dexter percebe que o Passageiro Obscuro está relacionado com Moloch, uma divindade do Oeste de tempos bíblicos. O Passageiro Obscuro é um dos descendentes de Moloch; Moloch tem muitas crianças (formadas através do sacrifício humano), e aprendeu a partilhar o seu conhecimento com elas. Eventualmente, existiam muitas, e Moloch matou a maioria; contudo, algumas delas escaparam para o mundo. No livro, Dexter aprende que a verdadeira natureza do Passageiro Obscuro quando o "deixa" brevemente, assustando-o procurando razões para a sua existência.
Por agora, Dexter aceitou o seu papel como padrasto de ambas as crianças, mas fica irritado com pensamentos delas - pensando se Cody lavou os dentes antes de ir dormir e se Astor preparou o seu vestido de Páscoa para a foto da escola - distraindo-o de caçar uma vítima. No fim do livro, ele começa a treinar Astor e Cody para serem cuidadosos, assassinos eficientes, com grande sucesso: quando o inimigo do livro, um líder de culto adorador de Moloch, rapta os três, Cody salva a vida de Dexter matando um dos seus criados.
O livro termina com o Passageiro Obscuro a voltar a Dexter no dia do seu casamento.

### Dexter by Design
Dexter by Design inicia em Paris, com Dexter e Rita na sua lua de mel. Lá, enquanto visitam uma galeria de arte, Dexter e Rita vêm uma peça avant-garde chamada "A Perna de Jennifer" onde o artista amputa a sua própria perna. Quando regressam a Miami, Dexter cruza informações com um suspeito detective de homicídios e assassino em série que rouba turistas. Nas entrelinhas do livro, Dexter descobre que Rita está grávida.

### Dexter is Delicious
Em Dexter is Delicious, Dexter luta em criar a sua filha, Lily-Anne, e pensa se ela não poderá restaurar a sua humanidade. Brian aparece na vida de Dexter, estabelecendo-se na família de Dexter. O evento principal para o Departamento da Polícia de Miami está relacionado com a aparição de corpos cozinhados, parcialmente comidos e com o desaparecimento de uma rapariga adolescente, Samantha. Dexter tem sexo com Samantha enquanto está sobre o efeito de Ecstasy, e tenta evitar que Rita descubra enquanto ajuda Deborah a resolver os crimes.
O livro reintroduz o irmão de Dexter, Brian, que surge inesperadamente à porta de casa de Dexter e insinua-se à nova família de Dexter. Dexter está relutante ao início em deixar Brian voltar à sua vida, mas muda a sua ideia quando vê o laço com Astor e Cody, com a vontade por sangue partilhada.

### Double Dexter
Em Double Dexter, Dexter é visto por uma Sombra anónima enquanto mata uma vítima numa casa isolada. Ele continua com a sua vida até que começa a receber emails ameaçadores da pessoa que o diz ter visto sobre uma pilha de partes de cadáveres. Em vez de o entregar, a Sombra, como se refere a ele, decide derrotar ele próprio Dexter. Enquanto Dexter tentar encontrar forma de se libertar da sua Sombra, rapidamente descobre que esta pessoa é muito mais capaz do que pensava inicialmente. Dexter é eventualmente acusado de um assassinato, pelo menos substancialmente, pela sua, ainda anónima, Sombra.
Enquanto está suspenso da força policial por ser uma "pessoa de interesse" numa investigação de homicídio, Dexter finalmente descobre quem é a Sombra: Doug Crowley. Quando tenta livrar-se de Crowley, descobre que está novamente a ser seguido por Doakes. Percebendo que não existe forma de se livrar de Crolwey com Doakes a segui-lo, ele pede a ajuda do seu irmão, Brian, e finalmente pensa que o seu problema foi resolvido.
Enquanto Brian se está a livrar de Doug Crowley, Dexter vai a Key West com a sua família. Apesar de saber pelo seu irmão que Doug Crowley estava morto, ele descobre o corpo do Detective Hood, o detective chefe que o investigava pelo homicídio, na sua suite de hotel, com a única explicação de que Brian matou o Doug Crowley errado.
Enquanto Dexter está preocupado com a polícia de Key West, Crowley finalmente ataca pessoalmente Dexter raptando os seus enteados, Cody e Astor. Dexter persegue Crowley até uma pequena ilha na costa de Key West. Ele finalmente chega a ele, e Crowley foge com Astor numa lancha. Dexter tenta ir a bordo e dominar Crowley, com alguma ajuda de Astor. Ele mandam Crowley pela borda, onde é comido por um tubarão martelo.
Com Crowley finalmente despachado, Dexter pode finalmente se focar em limpar o seu nome da investigação de homicídio. Ele coloca provas no apartamento de Hood, para o desacreditar, enquanto que Doakes agora está sob investigação por força excessiva e intimidação de testemunha. Estes desenvolvimentos deixam Dexter livre de perigo.

## Dexter no programa de televisão

### Temporada 1
No início da primeira temporada, Dexter tem uma vida estável como analista de padrões de sangue para o Departamento da Polícia Metropolitana de Miami durante o dia, e assassino em série à noite. Na sua vida privada, Dexter mantém relações superficiais - com a sua irmã Debra (Jennifer Carpenter), a sua namorada Rita (Julie Benz) e os filhos de Rita, Astor (Christina Robinson) e Cody (Daniel Goldman na primeira temporada, Preston Bailey nos episódios seguintes) para se enquadrar na sociedade, mas está sempre à caça de assassinos em série para satisfazer as suas tendências homicidas Na mente de Dexter, ele tem conversas com o seu falecido pai, Harry Morgan (James Remar), que lhe dá conselhos sobre matar e conduzir a sua vida pessoal. 
O anterior casamento de Rita era abusivo e deixou-a com medo de sexo. Quando ultrapassa os seus demónios e torna-se mais amoroso, Dexter considera acabar com a relação, temendo que ela o veja como ele realmente é quando se tornarem um casal real. Contudo, durante uma sessão de terapia como uma das suas vítimas, o psicólogo Emmett Meridian (Tony Goldwyn), Dexter é posto num estado de total relaxamento, onde ele vê um pequeno rapaz sentado numa poça de sangue. Num estado emocional superior, ele corre para a casa de Rita em busca de conforto, e têm sexo.
Entretanto, um assassino em série de prostitutas aparece em Miami, e Dexter percebe que o assassino está a deixar pistas escondidas na cena que têm significado pessoal para ele. Um dia, Dexter recebe uma notificação oficial que um homem chamado Joseph Driscoll é o seu pai biológico, e que, uma vez que Dexter é o único parente próximo, deve vir ao local e reclamar o corpo. O novo namorado de Debra, Rudy Cooper (Christian Camargo), insiste que acompanhem Dexter e Rita a limpar a casa. Dexter duvida que Driscoll seja seu pai, mas, enquanto está a limpar, descobre um postal de agradecimento que ele enviou quando era criança, ao seu dador de sangue, uma vez que Dexter tem um tipo de sangue raro (AB-). Quando Harry convenceu Driscoll a doar o seu sangue anonimamente, Dexter não tinha ideia de onde provinha. Dexter suspeita que a morte do seu pai foi um homicídio, mas o seu corpo é cremado antes de Dexter obter a prova. O programa revela para o espectador que Rudy matou Driscoll com uma injecção de insulina designada para parecer um ataque de coração.
A rivalidade de Dexter com o recente saído da prisão ex-marido de Rita, Paul (Mark Pellegrino) torna-se violenta; Paul tenta lutar com Dexter, que o coloca inconsciente. Para cobrir esta situação, Dexter injecta em Paul heroína e deixa-o para ser encontrado. Paul falha o teste de droga (quebrando a sua liberdade condicional) e volta à prisão.
Dexter é chamado a analisar um quarto de hotel com sangue de múltiplas pessoas. A vista despoleta um ataque de pânico e traz várias memórias dele próprio sentado em sangue. A sua pesquisa leva-o a descobrir que testemunhou a morte da mãe em criança, e que tinha um irmão chamado Brian. Eventualmente, o Assassino do Camião de Gelo (que se revela ser Rudy) rapta Debra depois de a pedir em casamento, droga-a e leva-a até à casa de infância de Dexter. Quando Dexter vai tentar salvar Debra, ele reconhece finalmente Rudy como sendo o seu irmão perdido, Brian Moser.
Brian propõe que ele e Dexter comecem a matar juntos e, amarrando Dexter e drogando Debra, sugere que ela seja a sua primeira morte de ambos. Depois de lutar com conflitos internos da sua ligação com o irmão biológico e a necessidade de proteger a irmã adoptiva, ele acaba por decidir que a sua lealdade é para com Debra. Mais tarde, Brian começa a caçar Debra, mas é apanhado pelo seu irmão e amarrado a uma mesa de operações no seu apartamento. Dexter, choroso, corta a garganta de Brian, encenando a cena do crime para parecer que Brian cometeu suicídio. Eventualmente, a polícia encontra o corpo e fecha o caso. A temporada acaba com Dexter a pensar como seria se todos soubessem os seus segredos, e imaginando-se a ser adorado por uma multidão em frente a uma multidão aos gritos.

### Temporada 2
Na segunda temporada, Dexter é assombrado por ter morto o seu próprio irmão, tanto que ele próprio não consegue matar. Para piorar a situação, Debra, traumatizada com a sua própria situação com o Assassino do Camião de Gelo, muda-se para a casa de Dexter, que esconde a sua vida secreta. O inimigo de Dexter, o Sargento James Doakes (Erik King), começa a suspeitar da possível ligação de Dexter ao Assassino do Camião de Gelo, e começa a seguir Dexter para todo o lado. Para o despistar, Dexter aceita não matar durante um mês. Quando surge uma oportunidade de Dexter voltar a matar, mais de 30 corpos são encontrados na baía de Miami, provocando uma grande busca pelo chamado "Carniceiro de Bay Harbor".
Rita rapidamente percebe que Dexter lhe mente e conclui que Dexter é um viciado em heroína, que ele segue para esconder o seu segredo real. Rita força-o a ir a reuniões dos Narcóticos Anónimos, onde conhece Lila Tournay (Jaime Murray), que se torna a sua madrinha. Lila convence-o a explorar o seu passado, e, sobre grande pressão depois de confrontar o assassino da mãe, a sua relação com Lila torna-se sexual. Dexter confessa a Rita, que o deixa. Lila torna-se obcecada com Dexter, acreditando que ele é a sua alma-gémea. Eventualmente, contudo, o desejo de Dexter de estar com Astor e Cody leva-o a pedir o perdão de Rita; ela perdoa-o, e voltam a estar juntos. Dexter pede a Lila para o deixar em paz.
As suspeitas de Doakes acalmam quando ele percebe que Dexter vai às reuniões dos Narcóticos Anónimos, mas começa a suspeitar que é uma máscara para algo pior. Conforme Doakes começa a ficar mais próximo de descobrir a verdade, Dexter provoca uma luta no trabalho, resultando na suspensão de Doakes. Em The British Invasion, Doakes finalmente apanha Dexter no acto de desmembrar um corpo em Florida Everglades. Dexter é forçado a prender Doakes, e prepara uma forma de o enquadrar no crime. Lila descobre a cabina nos Everglades onde Dexter dprende Doakes, e explode com a cabana (com Doakes dentro) para o proteger. A polícia acaba por descobrir o corpo queimado de Doakes rodeado da parafernália de Dexter, e conclui que ele é que era o Carniceiro de Bay Harbor, para alívio de Dexter.
Dexter finge que quer fugir com Lila, mas ela acaba por descobrir as intenções de a matar. Lila rapta Astor e Cody, e quando Dexter os encontra na sua casa, incendeia a casa e deixa os três trancados lá dentro. Dexter consegue salvar as crianças e escapar sem ferimentos. Semanas depois, ele segue Lila a Paris, onde lhe agradece por lhe mostrar o seu "verdadeiro eu", antes de a matar.

### Temporada 3
Na terceira temporada, Dexter acha a sua vida fácil, até descobrir que Rita está grávida. Ele e Rita consideram abortar, até que Rita anuncia que vai ficar com o bebé independentemente de Dexter querer ser pai ou não. Dexter, com receio do tipo de pai que vai ser, considera deixar Rita sozinha com o bebé até que Debra o convence que ele vai ser um óptimo pai. Após algumas propostas de casamento falhadas, Dexter pede novamente casamento citando uma declaração de amor de um criminoso. Rita finalmente aceita, com a permissão das crianças.
Entretanto, depois de matar um homem desconhecido em auto-defesa enquanto tentava matar um traficante de droga chamado Freebo, Dexter forma uma amizada estranha com o irmão do homem, Miguel Prado (Jimmy Smits), uma advogado assistente do distrito popular. Enquanto caça por Freebo à noite, Prado tropeça em Dexter, cheio de sangue por matar Freebo; Dexter diz que matou Freebo em auto-defesa. Prado oferece a camisola cheia de sangue a Dexter como prova de como não vai contar o seu segredo. Os dois homens ficam chegados, e Dexter até torna Prado o seu padrinho de casamento. Prado gradualmente percebe que Dexter é um assassino em série e começam a matar juntos consoante o código de Dexter. Quando Prado se desvia do código para matar um advogado de defesa rival, começa a competição e chantagem entre os dois homens. Dexter descobre que o sangue na camisola é de vaca, o que singifica que Prado apenas o estava a usar como desculpa para matar. Zangado e magoado, ele decide matar Prado.
Depois de ser avisado por Prado, um assassino em série chamado "The Skinner" (Jesse Borrego), que procura por Freebo, rapta Dexter no dia do seu casamento. Face uma morte certa, Dexter resolve continuar a viver para ver o seu filho nascer; solta-se e mata The Skinner partindo o seu pescoço e atirando o corpo contra um carro da polícia. Dexter depois mata Prado e casa com Rita, com Debra como o seu padrinho.
Ao longo da temporada, Dexter confessa matar duas pessoas que não se enquadravam no seu código: Nathan Marten, um pedófilo que perseguia Astor; e a sua antiga amiga Camilla Figg, que morria de cancro e pediu-lhe para acabar com o seu sofrimento.

### Temporada 4
Na história por trás da quarta temporada, Rita dá à luz um rapaz, Harrison. Dexter está contente por ter um filho seu, mas as suas responsabilidades como pai deixam-no demasiado exausto para matar. Dexter descobre que é difícil manter a sua vida secreta, o que leva a um conflito com Rita e com Astor, que entra na adolescência. Ele e Rita vão a uma terapia de casais.
Depois da sua primeira morte da nova temporada, ele adormece enquanto conduz e tem um acidente, e como resultado uma perda de memória que causa que ele não se lembre onde está o corpo da vítima; eventualmente reconstitui os passos e livra-se do corpo. Depois do homicídio do agente especial reformado Frank Lundy (Keith Carradine), Dexter começa a sua perseguição do chamado "Assassino da Tríade", que anda a cometer assassínios rituais ao longo do país durante 30 anos. Quando Dexter descobre o assassino, contudo, fica chocado por descobrir que o Tríade é na verdade Arthur Mitchell (John Lithgow), um homem de família e pilar da sua comunidade. Dexter toma o nome de Kyle Butler e começa a insinuar-se na vida pessoal de Mitchell num esforço de aprender como coincide as responsabilidades familiares com a sua vida secreta de assassino em série. Con esse fim, Dexter constantemente abandona a ideia de matar Mitchell, apesar dos esforços da polícia em prendê-lo, e até salva a vida de Mitchell quando ele se tenta suicidar. Quando começa a conhecer Mitchell, contudo, Dexter percebe que o sobrestimou; depois de passar o dia de Acção de Graças com a família de Mitchell, ele aprende que o seu mentor é um abusador tirano e que a família é aterrorizada por ele. Depois de uma violenta luta com Mitchell, Dexter insiste que não são nada parecidos, e pensa que é possível silenciar o Passageiro Obscuro para sempre.
Quando regressa a casa, Dexter prepara tudo para que Rita e ele vão para lua de mel. Ficando para trás, ele manda Rita à frente e pára Mitchell quando este se preparava para sair da cidade. Antes de Dexter o matar com um martelo, Mitchell diz-lhe que ele não vai ser capaz de controlar os seus impulsos durante muito mais tempo, e diz-lhe que "já está acabado" - o mesmo que Mitchell diz às suas vítimas antes de as matar.
Quando regressa a casa, Dexter fica devastado ao descobrir Rita morta na banheira, com Harrison no chão, numa poça de sangue da sua mãe; ela foi a vítima final de Tríade.

### Temporada 5
A temporada começa com um Dexter cheio de culpa e chocado, a tirar Harrison de casa enquanto a polícia responde à chamada, expressando a sua cumplicidade na morte de Rita. Enquanto ele acha que provocou a morte de Rita deixando que o Tríade soubesse a sua identidade, a polícia apenas vê uma admissão de culpa. O FBI, contudo, rapidamente liberta Dexter, porque ele esteve com a polícia em casa de Arthur Mitchell na altura da morte de Rita. Ele passa o dia seguinte em penumbra, sem capacidade para fingir qualquer tipo de emoção ou luto pela morte de Rita. Quando Dexter decide separar-se e começar de novo, é confrontado com Rankin, um insolente e saloio. Quando Rankin insulta Rita, Dexter mata-o num ataque de raiva. Harry diz a Dexter que este acto é a primeira coisa humana que viu Dexter fazer desde a morte de Rita. 
Perturbados com a morte de Rita, Astor e Cody vão morar com os avós. Um Dexter confuso tenta seguir em frente contratando uma ama irlandesa para olhar por Harrison enquanto ele vai procurar a sua morte seguinte. Centra-se em Boyd Fowler (Shawn Hatosy), um violador condenado cuja ligação a uma série de mulheres desaparecidas faz dele um alvo perfeito. Dexter mata Fowler, apenas para encontrar a sua vítima mais recente, uma jovem mulher chamada Lumen Pierce (Julia Stiles), que ainda está viva. Depois de se debater se a mata se não (e eliminar uma potencial testemunha), Dexter segue a sua melhor natureza e decide protegê-la. Lumen lentamente começa a confiar em Dexter, mas percebe que ele não lhe quer fazer mal. Ela revela que Fowler não foi o único homem a violá-la. Quando Lumen começa gradualmente a integrar-se na vida de Dexter, ela implora-lhe que a ajude a ir atrás dos seus atacantes; Dexter aceita relutante. Eles perseguem um dentista de crianças e o chefe de segurança de um orador motivacional chamado Jordan Chase (Jonny Lee Miller). Quando o caso se complica, torna-se claro que Chase também foi um dos atacantes de Lumen. Complicando mais a situação está o Detective Joey Quinn (Desmond Harrington), que acredita que Dexter matou Rita e fica perto de descobrir os segredos de Dexter.
Para manter a polícia ocupada, Dexter coloca-os em busca de Fowler. Dexter torna-se próximo de Chase e tropeça numa foto que prova que todos os atacantes de Lumen (que também são acusados de torturar, violar e matar outras 12 mulheres) se conhecem todos desde a infância.
Dexter eventualmente encontra uma garrafa de sangue que Chase usa em volta do seu pescoço. Depois de extrair uma amostra, ele descobre que o sangue pertence a Emily Birch (Angela Bettis), a primeira vítima do grupo de violação. Ela providencia a identidade dos quarto atacante misterioso da foto, Alex. Dexter deixa que Lumen mate Alex esfaqueando-o no coração. Dexter e Lumen tornam-se amantes antes de continuarem a perseguição a Chase. Quando Lumen e Dexter planeiam capturar Chase, Dexter percebe que existe câmaras no seu apartamento. Dexter, assumindo que está a ser vigiado por Quinn, espera que ele regresse à carrinha de vigilância. Quando abre a porta para capturar Quinn, Stan Liddy (Peter Weller), um investigador privado que Quinn tinha contratado para vigiar Dexter, ataca-o com um taser. Depois de Liddy telefonar a Quinn para apanhar Dexter, Dexter ataca Liddy e mata-o em auto-defesa depois de Liddy o tentar esfaquear.
Enquanto Dexter trata de Liddy, Lumen recebe uma chamada de Emily. Emily parece com medo de Chase e ameaça chamar a polícia, mas é revelado que ela está apenas a montar uma armadilha para permitir Chase capturá-la. Dexter volta ao apartamento para ver que Lumen desapareceu. Ele descobre Chase no acampamento onde o clube de violação iniciou. Num momento emotivo, ele tem um acidente com o carro roubado onde vai a conduzir, o que permite a Chase tomá-lo como prisioneiro. Chase trá-lo ao edifício onde tem Lumen presa. Quando Chase está prestes a matá-los, Dexter solta-se com uma faca que encontrou e imobiliza Chase esfaqueando-o no pé e no chão. Dexter corta as amarras de Lumen e coloca Chase inconsciente. Quando Chase acorda, Dexter deixa Lumen matá-lo. Enquanto ainda estão na sala de morte, preparando-se para mover o corpo, Debra chega à cena, mas a sua vista de Dexter e Lumen fica tapada por um plástico. Dexter e Lumen, encurralados, permanecem em silêncio. Sem pedir a identidade, Debra avisa-os que está prestes a chamar reforços e permite-lhes que fujam antes que a polícia chegue. 
No dia seguinte, quando Dexter regressa do trabalho, Lumen diz-lhe que não sente mais necessidade de matar, e que não podem continuar juntos porque as tendências homicidas de Dexter nunca o vão libertar. Ela deixa-o para regressar à sua vida antes do rapto. A temporada termina com Dexter rodeado dos seus amigos e família no primeiro aniversário de Harrison.

### Temporada 6
Cerca de um ano depois, Harrison já tem idade suficiente para andar e Dexter começa a procurar um jardim de infância, apesar dos seus conflitos com o ateísmo e os vários jardins de infância religiosos que existem. Ele encontra uma grande compreensão por parte do Irmão Sam (Mos Def, chamado Mos e mais tarde como yasiin bey), um ex condenado e assassino que Dexter um dia considerou matar, que se tornou um renascido cristão que aconselha outros ex condenados. Inicialmente, Dexter vê a conversão religiosa do irmão Sam como um esquema, mas o irmão Sam prova ser um homem verdadeiramente mudado, até ajudando Dexter durante uma crise quando Harrison sofre uma apendicite.
Contudo, as coisas ficam mal quando o irmão Sam é fatalmente ferido com um tiro, na sua garagem. Dexter percebe que um amigo de Sam, Nick, é responsável, e promete vingança. Sam perdoa Nick no seu leito da morte e implora a Dexter para também o perdoar; em nome do seu amigo, Dexter considera este perdão ao invés de retaliação. Nick inicialmente parece com remorsos sobre a morte, mas isso prova ser teatro; depois de Sam se recusar a apresentar queixa no leito da morte, Nick gaba-se sobre o que fez. Um Dexter enraivecido afoga Nick no surf, reanimando, na sua presença a memória do seu irmão morto, Brian, que o começa a guiar da mesma forma que a presença de Harry fazia. 
Brian convence Dexter a ir atrás do filho de Arthur Mitchell Jonah (Brando Eaton), que parece se ter tornado também um assassino. Dexter adere ao código do pai, causando uma discórdia entre as personalidades. Dexter finalmente apanha Jonah com a intenção de o matar, mas arrepende-se quando vê que Jonah se sente culpado sobre falhar em proteger a irmã, que se suicidou cortando a artéria no banho, similar a como o seu pai matava as suas vítimas. Quando Jonah e a sua mãe descobriram a irmã, a sua mãe culpou as crianças pelos ataques de raiva do pai. Jonah tornou-se enraivecido e matou a sua mãe. Aprendendo esta nova informação, Dexter rejeita o irmão, e reafirma-se com o código de Harry, deixando Jonah vivo para se perdoar a si mesmo.
Entretanto, Dexter começa a investigar o "Assassino do Juízo Final", um assassino em série que comete os seus crimes consoante o Livro da Revelação. Rapidamente descobre que os crimes são cometidos por duas pessoas: um professor universitário fanaticamente religioso chamado James Gellar (Edward James Olmos) e o seu protegido Travis Marshall (Colin Hanks). Dexter encontra Marshall, mas falha em matá-lo, acreditando que Marshall tem consciência e simplesmente foi pelo caminho errado. Dexter resolve então salvar Marshall dele próprio.
Depois da morte da irmã de Marshall, Dexter segue-o até uma antiga igreja e descobre o corpo de Gellar numa arca, concluindo que Marshall actuou sempre sozinho, com Gellar a trabalhar como uma identidade dissociativa. Depois de ser forçado a aceitar a morte de Gellar, Marshall começa a seguir Dexter, conseguindo capturá-lo e reencarnando o lago de fogo. Dexter escapa, e é salvo por um barco de pesca que carregava imigrantes ilegais para Florida. Marshall rapta Harrison para o sacrificar como "cordeiro de Deus" durante um eclipse solar, mas Dexter salva Harrison e prende Marshall na igreja antiga. Debra entra na igreja - esperando encontrar Dexter depois de uma consulta com uma terapeuta que a ajudou a perceber que está apaixonada pelo irmão adoptivo - e vê Dexter a matar Marshall.

### Season 7
No início da sétima temporada, Dexter diz a uma Debra confusa que matou Marshall por impulso depois de Marshall o ter encurralado. Debra acredita no início, e ajuda-o a destruir a antiga igreja, com o corpo de Marshall lá dentro. Alguns dias depois, Debra encontra as facas de Dexter e a colecção de lamelas com sangue, e pergunta-lhe directamente se ele é um assassino em série; sem saber o que mais dizer, Dexter responde que sim. Debra fica horrorizada, mas resolve ajudar Dexter a parar de matar indo morar com ele e estando sempre de olho nele.
Após algumas semanas de vigilância de Debra, um Dexter estressado rapta Louis Greene, um ex trabalhador, com um demónio, com intenção de o matar. Ele arrepende-se ao último minuto, e chama Debra para que o possa convencer a não o fazer, mostrando-lhe que apesar de tudo, existe bem dentro dele.
Dexter escapa da vigilância de Debra o suficiente para se livrar dos restos de Ray Speltzer, um assassino em série brutal que fugiu da prisão devido a um erro técnico, e Debra começa a perceber porque é que ele mata. Ela faz um acordo com ele: Ela não se atravessa no seu caminho desde que ela não lhe diga nada e não interfira nas investigações da polícia de Miami.
Dexter concentra-se em matar Hannah McKay (Yvonne Strahovski), uma envenenadora que teve uma onda de mortes pelo país com o namorado enquanto era adolescente. Ele domina-a e prepara-se para a matar, mas pára quando percebe que ela não o teme. Ele ficam ambos, subitamente, atraídos um pelo outro, e têm sexo. Dexter apaixona-se por Hannah, que o ajuda a perceber que o Passageiro Obscuro não controla a sua vida.
O seu romance com Hannah complica a sua relação com Debra. Debra tem intenções de prender Hannah pela morte de Sal Price, um escritor de crimes por quem Debra estava apaixonada, e Dexter tem problemas em conciliar os sentimentos com a sua namorada e a responsabilidade para com a irmã adoptiva. Para tornar as coisas piores, a Capitã da Polícia Metropolitana de Miami Maria LaGuerta (Lauren Velez) reabre o caso do Carniceiro de Bay Harpor, convencida que Doakes era inocente e que Dexter esconde algo. Quando Dexter tenta matar Hector Estrada (Nestor Serrano) o homem que ordenou a morte da sua mãe, LaGuerta chega ao local, forçando-o que libertasse Estrada. Dexter deduz que LaGuerta orquestrou a libertação de Estrada da prisão para o encurralar.
No início da temporada, o mafioso Isaak Sirko (Ray Stevenson) tenta matar Dexter para vingar o seu amante, Viktor, um assassino de polícias e uma das vítimas de Dexter. Temendo pela segurança da sua família, Dexter engenha a prisão de Isaak, mas Isaak é libertado rapidamente e continua a sua vingança. Isaak pela protecção de Dexter contra os seus antigos associados, que temem que ele testemunhe contra eles; em troca, ele promete a Dexter que não o mata. Dexter recusa, mas acaba por ajudar Isaak quando um dos seus criados tenta atacar ambos. Dexter mata o mafioso, mas é demasiado tarde para salvar Isaak, que é mortalmente ferido na luta. Enquanto morre, Isaak diz a Dexter que não é tarde para ele encontrar a felicidade[31].
Debra envolve-se num quase fatal acidente depois de um confronto com Hannah, e insiste com Dexter que Hannah a envenenou. Dexter recusa-se a acreditar nela primeiro, mas fica com suspeitas suficientes para pedir análises ao sangue depois do acidente. Para horror de Dexter, os resultados provam que Hannah colocou Xanax na água de Debra, provocando uma overdose. Sem lhe deixar alternativa, Dexter dá a Debra uma prova que Hannah matou Price, e com o coração partido, olha enquanto Debra prende Hannah.
LaGuerta manda prender Dexter pelas mortes do Carniceiro de Bay Harbor, mas Dexter é libertado graças a provas que Debra plantou para expulsar LaGuerta. Dexter está certo que LaGuerta não vai desistir, e resolve matá-la, apesar de ser considerada uma violação do seu código. Ele rapta e mata Estrada para a atrair, e depois deixa-a inconsciente, planeando dar-lhe um tiro para parecer que Estrada a matou. Nesse momento, Debra aparece, apontando-lhe uma arma e suplicando-lhe que não seguisse com isso. LaGuerta fica consciente e diz a Debra para matar Dexter. Não vendo forma de se safar, Dexter resigna-se ao seu destino e diz a Debra "faz o que tens a fazer". Para surpresa de Dexter, Debra aponta a arma a LaGuerta, e atira nela. Enquanto a contagem para o ano novo acontece, Dexter percebe que "este é o princípio do fim".

### Temporada 8
A oitava temporada inicia seis meses depois, com Dexter a ficar muito preocupado com Debra, que deixou a força policial e está a entrar em depressão e com um comportamento auto-destrutivo. Dexter vai ter com ela ao seu novo trabalhado como investigadora privada e descobre que ela está a perseguir, e a dormir, com um traficante de droga chamado Andrew Briggs (Rhys Coiro). Quando Dexter a confronta, ela diz que deseja tê-lo morto a ele em vez de LaGuerta. Poucos dias depois, ele descobre que um assassino, El Sapo (Nick Gomez), vai matar Briggs e Debra, e vai ao hotel para a salvar. Uma provocação resulta em Dexter a matar Briggs. Ele pede a Debra que volte com ele, mas ela recusa. Pouco depois, El Sapo é encontrado morto e Dexter é chamado para investigar. Ele descobre que algum do sangue na cena pertence a Debra; ela admite tê-lo morto, e ele esconde o crime.
Dexter conhece Dr. Evelyn Vogel (Charlotte Rampling), uma neuropsiquiatra consultora para a polícia de Miami sobre o assassino em série chamado "Neurocirurgião" que remove partes do cérebro das suas vítimas. Ela diz a Dexter que conhecia Harry, como quem chegou à conclusão do código de Harry. Vogel acredita que o paciente é um dos seus antigos pacientes, e pede a Dexter para o matar antes que ele a mate a ela.
Quinn liga a Dexter para lhe dizer que Debra apareceu na esquadra de Miami, bêbeda, e confessou ter morto LaGuerta. Em pânico, Dexter vai rapidamente com Vogel, e voloca Debra inconsciente com um baixa dose de tranquilizantes que usa nas suas vítimas. Ele percebe que não consegue ajudar Debra, e pede a Vogel para a tratar.
Dexter começa a procurar nos antigos pacientes de Vogel, e encontra o assassino em série A.J. Yates (Aaron McCusker). Ele salva uma das vítimas de Yates e confronta o assassino, que foge. No dia seguinte, Debra pergunta-lhe para conduzir com ela para que possam falar. Durante a condução, ela intencionalmente tem um acidente com o carro, tentando matá-los a ambos. Debra sobrevive, mas acaba por salvar a vida de Dexter. Quando Yates rapta Vogel, os dois põem de lado as suas diferenças para o encontrar. Dexter mata Yates para impedir que magoe Debra, e ele e Debra fazem as pazes.
Dexter põe os seus olhos noutra vítima: Zach Hamilton (Sam Underwood), um adolescente de uma família rica que matou a amante do seu pai, e agora se preparava para matar o seu pai. Dexter rapta Zach, que admite gostar de matar e que o fazia novamente. Vendo Zach com esse espírito, Dexter promete que o ensina como matar. Quando a vizinha de Dexter Cassie Jollenston (Bethany Joy Lenz) é assassinada, ele acredita primeiro que Zach é o responsável, e decide matá-lo. Dexter confronta Zach, que jura que não matou Cassie, mas sim outro assassino, dando a Dexter a esperança que ele afinal pode ser treinado. Essa esperança é terminada, quando Dexter descobre o corpo de Zach no seu apartamento - com um pouco de cérebro a faltar.
Hannah reaparece na sua vida quando envenena não letalmente, ele e Debra para ganhar a sua atenção. Dexter investiga e descobre que ela mudou o nome e casou com Miles Castner (Julian Sands), um empresário rico. Dexter vai para ver Hannah, que diz que quer que ele mate Castner, mas muda de ideias depois de perceber que ainda está apaixonada por Dexter. Ele vai ao barco de Castner para proteger Hannah, mas descobre que ela já o matou. Os dois livram-se do corpo, e ele arranja maneira de ela viver no país. Na noite anterior a ela ir embora, ela e Dexter têm sexo, e ele percebe que ainda está apaixonado por ela. Eles renovam a sua relação, e planeiam ir juntos para a Argentina.
Depois de investigar, Dexter descobre que o assassino de Zach está relacionado com Vogel. Ela diz a Dexter que tem um filho, Daniel, que em adolescente matou o seu irmão Richard antes de, aparentemente, morrer num incêndio. Dexter descobre que Daniel provocou o incêndio para fingir a sua própria morte, e que agora vive sob a identidade de namorado da Cassie Oliver Saxon (Darri Ingolfsson). Dexter suspeita que Saxon é o "Neurocirurgião" e avisa Vogel, que lhe diz para se afastar; Dexter não sabe que ela lhe está a dar abrigo. Ele faz planos para se mudar enquanto persegue Saxon, a última "ponta solta". Ele vai a casa de Vogel para ter a certeza que ela está em segurança - apenas para ver que Saxon lhe cortou a garganta.
Dias depois, Saxon aparece no apartamento de Dexter e oferece tréguas: ele poupa a família de Dexter se Dexter o deixar em paz. Dexter pretende aceitar, mas está mais do que determinado em matar Saxon. Ele encontra provas dos crimes de Saxon, que entrega à polícia para que Saxon seja obrigado a ir a ele antes de deixar Miami. Dexter tem então a ajuda de Debra para submeter Saxon, e prepara-se para o matar. No último momento, ele percebe que o seu amor por Hannah é mais forte que a sua vontade de matar, e poupa a vida de Saxon. Ele chamada Debra para que ela possa prender Saxon, e despede-se dela e de Harry. Saxon escapa, e dá um tiro a Debra na barriga quando ela tenta prendê-lo.
No final da série, "Remember the Monsters?", o voo de Dexter para a Argentina é adiado por um furacão, e ele diz a Hannah e a Harrison para irem sem ele, com intenção de tratar de Saxon. Quando ele descobre o que aconteceu com Debra, corre para o hospital, mas ela diz para ele ir e viver uma boa vida. Momentos depois, ela sofre um enfarte o que a leva a um estado vegetal persistente. Dexter culpa-se, e percebe que vai sempre destruir aqueles que ama; ele percebe que nunca conseguirá ter uma vida feliz. Depois de Saxon ser preso, Dexter mata-o na sua cela, e convence Quinn e Batista que agiu em auto-defesa. Ele vai ver Debra uma última vez, desliga o seu suporte de vida e enterra-a no mar. Depois finge a sua própria morte através de um acidente com o barco. A cena do final da série mostra que ele tem uma nova identidade como lenhador, e começou uma nova vida sozinho.

## Outros formatos
Em ligação com o programa de TV, Showtime produziu uma série animada na internet chamada Dexter: Early Cuts. Esta série é uma prequela e retrata os anos de juventude de Dexter como assassino em série.
Jeff Lindsay escreveu dois livros de quadradinhos para a Marvel com Dexter Morgan: Dexter e Dexter: Down Under.

## Recepção

### Recepção crítica

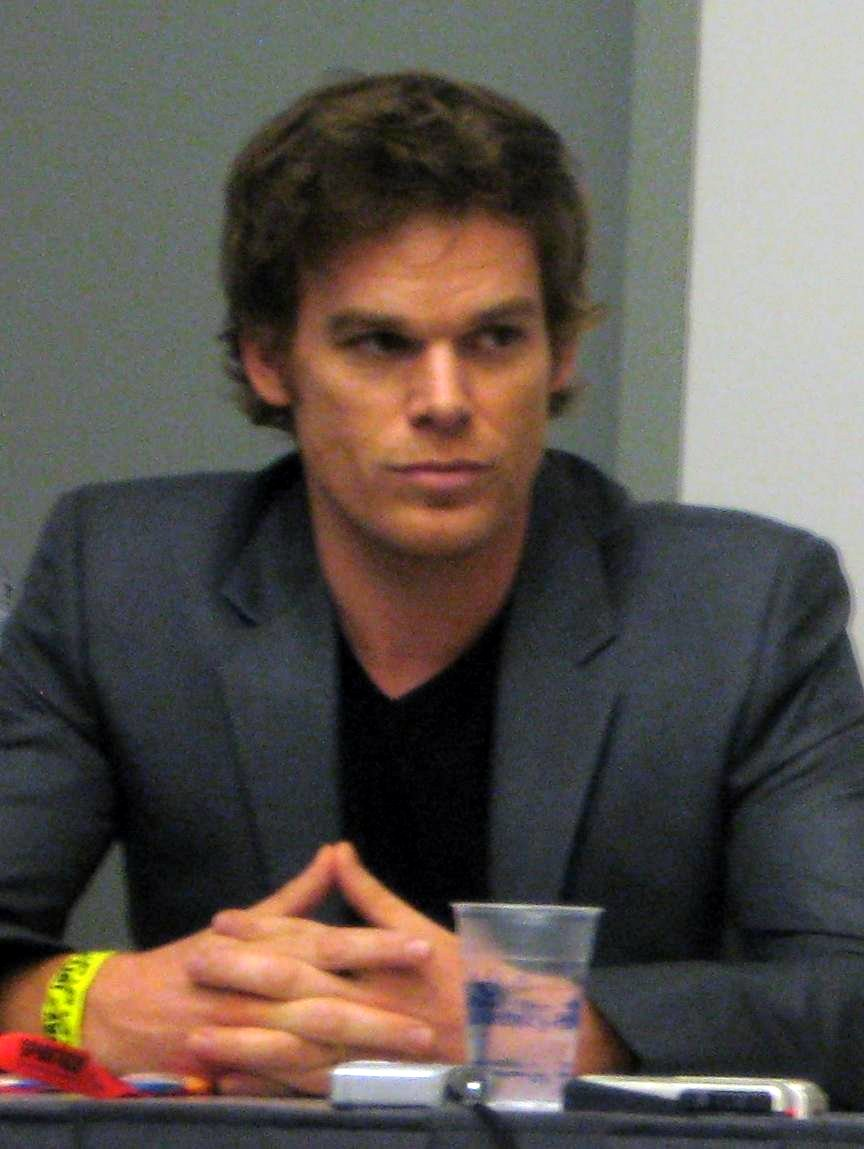
Michael C. Hall na Comic-Con.

À personagem de Dexter Morgan foi dada, maioritariamente, críticas positivas e Michael C. Hall foi altamente elogiado pela sua actuação, ganhando vários prémios e recebendo aclamações públicas. O New York Daily News disse da personagem que era "uma personagem central e a actuação suspendia a respiração". The Hollywood Reporter disse que "Hall...é brilhante em convencer na subtil complexidade de Dexter". The Detroit Free Press deu à segunda temporada da série 70/100 e disse que "Hall investe num estranho, demente Dexter com um coração real e humanidade". Variety diz que "o retrato de Michael C. Hall da personagem permanece uma grande realização, uma que eclipsa os outros programas". O San Francisco Chronicle diz do actor que "a sedução da série sempre foi e sempre será Hall, que consegue fazer de um assassino (que mata pessoas que merecem, maioritariamente) uma pessoa que se gosta, acredita e engraçado". Joshua Alston com o Newsweek menciona a personagem ao lado de Tony Soprano e Jack Brauer como um exemplo de popularidade crescente dos anti-heróis. Comentando que Hall é "perito em retratar repressivos", Ginia Bellafonte do New York Times disse que este vigilante opera no "estilizado libertanismo que vê falhas inconstitucionais para onde se olhe". Chamando Dexter "a mulher assassina inteligente", Wendy Dennis do Maclean's marcou que o programa agrada a uma audiência feminina porque estão atraídas com o homem quebrado que continua a ser querido, bonito e dependente. Ele aparece na lista de Comcast das Personagens Mais Intrigantes da TV. Paste inclui-o na sua lista das 20 Melhores Personagens de 2011, com ele no número 6.
Michael C. Hall recebeu vários louvores pelo seu papel como Dexter Morgan. Em 2007, Hall foi honrado com um Television Critics Association Award por Realização Individual em Drama. Para além disso, foi nomeado 5 vezes para o Primetime Emmy Award para Melhor Actor Principal numa Série de Drama, em 2008, 2009, 2010, 2011 e 2012. Foi nomeado 4 vezes em 2007, 2008, 2009 e 2011 para um Golden Globe Award para Melhor Actor numa Série de Televisão - Drama, que ganhou em 2010. Foi nomeado 5 vezes para o Screen Actors Guild Award por Melhor Performance por um Actor Homem numa Série de Drama em 2007, 2008, 2009, 2011 e 2012, ganhando em 2010. Esteve nomeado pata o Satellite Award para Melhor Actor - Série de Televisão: Drama em 2006, 2008 e 2010, ganhando em 2007.  Foi nomeado para um Saturn Award para Melhor Actor em Televisão em 2007, 2008, 2009. 2010, 2011, 2012 e 2013, ganhando em 2006.

### Ligações a crimes reais

#### Mark Twitchell
Ligações foram estabelevidas entre Dexter Morgan e Mark Twitchell, de Edmonton, Alberta, Canadá, durante o seu julgamento por homicídio em primeiro grau. Depois de semanas de testemunhos e provas apresentadas em tribunal, Twitchell foi declarado culpado de planear e deliberadamente matar Johnny Altinger de 38 anos, a 12 de Abril de 2011. Twitchell, um aspirante a produtor de cinema, adoptou a persona "Dexter Morgan" no Facebook e fez um filme que foi semelhante à forma como Dexter agia no programa de TV. Os acusadores alegaram que Twitchell começou uma vida dupla inspirada em Dexter. Twitchell queria reencarnar na vida de Dexter Morgan, e depois de escrever a história para o filme de Dexter, começou a fazer-se passar por uma mulher online a fingir-se atraído por homens casados. O Detective Mark Anstey do Serviço de Polícia de Edmonton disse, "Nós temos imensa informação que sugere que ele definitivamente idolatrava Dexter", e Twitchell colocou um estado no Facebook que dizia acreditar que tinha "demasiado em comum com Dexter Morgan". Um livro de não ficção sobre o caso, The Devil's Cinema, detalhou como Twitchell escreveu vários estados no Facebook sobre a conta de Dexter Morgan, incluindo "Dexter está pacientemente à espera da próxima víti... uh companheiro de brincadeira", mas os seus seguidores não sabiam a veracidades destes estados.

#### Andrew Conley
Andrew Conley disse que o programa o inspirou a estrangular o seu irmão de 10 anos. Num depoimento apresentado no tribunal do condado de Ohio, a polícia disse que Andrew declarou que ele "via um programa chamado Dexter na Showtime, sobre um assassino em série, e que disse 'Eu sinto-me como ele'". Mais tarde, depois de matar o seu irmão, ele pôs um saco de plástico na cabeça dele, imitando a prática de Dexter que ritualmente fazia para se livrar das suas vítimas.